# Comuna de Iłów
Iłów (polaco: Gmina Iłów) é uma gminy (comuna) na Polónia, na voivodia de Mazóvia e no condado de Sochaczewski. A sede do condado é a cidade de Iłów.
De acordo com os censos de 2004, a comuna tem 6369 habitantes, com uma densidade 49,6 hab/km².

## Área
Estende-se por uma área de 128,49 km², incluindo:
- área agricola: 76%
- área florestal: 13%

## Demografia
Dados de 30 de Junho 2004:
|                      | Total   | Total | Mulheres | Mulheres | Homens  | Homens |
| -------------------- | ------- | ----- | -------- | -------- | ------- | ------ |
|                      | pessoas | %     | pessoas  | %        | pessoas | %      |
| População            | 6369    | 100   | 3183     | 50       | 3186    | 50     |
| Densidade (pop./km²) | 49,6    | 100   | 24,8     | 24,8     | 24,8    | 24,8   |

De acordo com dados de 2002, o rendimento médio per capita ascendia a 1272,92 zł.

## Comunas vizinhas
- Kiernozia, Kocierzew Południowy, Mała Wieś, Młodzieszyn, Rybno, Sanniki, Słubice, Wyszogród